# タラデガ郡 (アラバマ州)
座標: 北緯33度23分 西経86度10分 / 北緯33.383度 西経86.167度
タラデガ郡（英: Talladega County）は、アメリカ合衆国アラバマ州の中央部に位置する郡である。2010年国勢調査での人口は82,291人であり、2000年の80,321人から2.5%増加した。郡庁所在地はタラデガ市（人口15,676人）であり、同郡で人口最大の都市でもある。郡名はマスコギー族インディアンの言葉TVLVTEKE から派生しており、「境界の町」を意味している。

## 歴史
現在のタラデガ郡となった地域にヨーロッパ系アメリカ人が入ってくる以前、クリーク族連邦のアビフカ族が住んでいた。
タラデガ郡は1832年12月18日に、クリーク族から譲渡されたアラバマ州の地理的中心に近い領域に設立された。郡庁所在地は1834年にタラデガに設立された。

## 地理
アメリカ合衆国国勢調査局に拠れば、郡域全面積は760.25平方マイル (1,969.0 km2)であり、このうち陸地739.53平方マイル (1,915.4 km2)、水域は20.72平方マイル (53.7 km2)で水域率は2.73%である。

### 交通

#### 主要高規格道路
- 州間高速道路20号線
- アメリカ国道78号線
- アメリカ国道231号線
- アメリカ国道280号線
- アラバマ州道21号線
- アラバマ州道34号線
- アラバマ州道76号線
- アラバマ州道77号線

#### 鉄道
- CSXトランスポーテーション
- ノーフォーク・サザン鉄道
- アムトラック
- イースタン・アラバマ鉄道

### 隣接する郡
- カルフーン郡 - 北
- クリバーン郡 - 北東
- クレイ郡 - 東
- クーサ郡 - 南
- シェルビー郡 - 南西
- セントクレア郡 - 北西

### 国立保護地域
- タラデガ国立の森（部分）

## 人口動態
以下は2000年国勢調査による人口統計データである。
| 基礎データ - 人口: 80,321人 - 世帯数: 30,674 世帯 - 家族数: 21,901 家族 - 人口密度: 42人/km2（109人/mi2） - 住居数: 34,469軒 - 住居密度: 18軒/km2（47軒/mi2） 人種別人口構成 - 白人: 67.02% - アフリカン・アメリカン: 31.55% - ネイティブ・アメリカン: 0.23% - アジア人: 0.20% - 太平洋諸島系: 0.02% - その他の人種: 0.27% - 混血: 0.71% - ヒスパニック・ラテン系: 1.01% 先祖による構成 - イギリス系：53% - アフリカ系：32% - アイルランド系：8.5% - ドイツ系：6% - スコットランド系：2.4% - スコットランド・アイルランド系：2.1% | 年齢別人口構成 - 18歳未満: 25.0% - 18-24歳: 9.0% - 25-44歳: 28.8% - 45-64歳: 23.9% - 65歳以上: 13.3% - 年齢の中央値: 37歳 - 性比（女性100人あたり男性の人口） - 総人口: 95.7 - 18歳以上: 93.5 世帯と家族（対世帯数） - 18歳未満の子供がいる: 32.1% - 結婚・同居している夫婦: 52.4% - 未婚・離婚・死別女性が世帯主: 15.2% - 非家族世帯: 28.6% - 単身世帯: 25.9% - 65歳以上の老人1人暮らし: 10.6% - 平均構成人数 - 世帯: 2.50人 - 家族: 3.00人 収入と家計 - 収入の中央値 - 世帯: 31,628米ドル - 家族: 38,004米ドル - 性別 - 男性: 30,526米ドル - 女性: 21,040米ドル - 人口1人あたり収入: 15,704米ドル - 貧困線以下 - 対人口: 17.6% - 対家族数: 13.9% - 18歳未満: 24.7% - 65歳以上: 18.2% |

## 都市と町

### 都市
- シラコーガ
- タラデガ - 郡庁所在地
- チャイルダーズバーグ（一部はシェルビー郡）
- リンカーン
- オックスフォード（一部はカルフーン郡）

### 町
- ボンエア
- マンフォード
- オークグローブ
- タラデガスプリングス
- ビンセント（一部はシェルビー郡とセントクレア郡）
- ウォルド

### 国勢調査指定地域
- ミニョン

### 未編入の町
- アルパイン
- プロビデンス（タラデガ市の北東）
- シカモア

### 廃村
- ガンツクエリー

## 見どころ
郡内にはチーハ山州立公園の一部、デソト洞窟、タラデガ・スピードウェイがある。またアルパインは1922年に設立されたYMCAキャンプ・コスビーがあることで有名である。アイドルワイルド、J・L・M・カリー邸、カイマルガミルと屋根付橋、スウェインホール、シルクストッキング地区と中心街郡庁舎広場など多くの歴史的建造物があり、全てアメリカ合衆国国家歴史登録財に指定されている。指定外ではマウント・アイダとアルパイン・プランテーションの廃墟がある。